# Ћоралићи
Ћоралићи су насељено мјесто у Босни и Херцеговини, у граду Цазину, које административно припада Федерацији Босне и Херцеговине. Према попису становништва из 2013. у насељу је живјело 2.665 становника.

## Становништво
| Националност       | 1991.          | 1981.        | 1971.        |
| Муслимани          | 2.461 (97,85%) | 910 (99,12%) | 763 (99,34%) |
| Срби               | 15 (0,59%)     | 3 (0,32%)    | 0            |
| Хрвати             | 2 (0,07%)      | 0            | 5 (0,65%)    |
| Југословени        | 16 (0,63%)     | 4 (0,43%)    | 0            |
| остали и непознато | 21 (0,83%)     | 1 (0,10%)    | 0            |
| Укупно             | 2.515          | 918          | 768          |